# J. J. Benítez
Juan José Benítez López (Pamplona, 7 de setembro de 1946), conhecido por  J. J. Benítez,  é um jornalista e escritor espanhol, célebre pela série "Operação Cavalo de Tróia".

## Biografia
Em 1962, começou o curso de jornalismo na Universidade de Navarra, iniciando a carreira como jornalista e enviado especial em vários diários espanhóis, como o periódico La Verdad de Múrcia, Heraldo de Aragón ou La Gaceta del Norte.
A partir de 1972, especializou-se no fenómeno OVNI, investigando casos na Força Aérea Espanhola. Em 1975, afirmou ter participado de um encontro marcado com alienígenas no deserto de Chilca, no Peru, fato que marcou a sua vida e está retratado em seu primeiro livro, OVNIs - SOS à Humanidade. Suas pesquisas com o Santo Sudário deram origem a uma série de livros de grande sucesso (mais de 6 milhões de livros vendidos): Operação Cavalo de Tróia, sobre uma operação da Força Aérea dos Estados Unidos que envia, através de uma máquina do tempo, pessoas contemporâneas para a época de Jesus de Nazaré. Muitos afirmam que é um plágio da obra O Livro de Urântia. Benítez, porém, sempre repudiou essas acusações.
Também produziu documentários de televisão, conferências, artigos de imprensa e entrevistas que abordam supostos fenómenos de OVNIs. Em 1992, dirigiu um curso de caráter universitário em El Escorial sobre questões extraterrestres, gerando controvérsias entre a comunidade científica espanhola, que o acusou de completa falta de rigor e de ser totalmente acientífico por atribuir causas extraterrestres a fenômenos explicados anteriormente sem necessidade de intervenções alienígenas.

## Obras
Romances históricos
| - O Dia do Relâmpago (2013) - Operação Cavalo de Tróia 9: Caná (2011) - Operação Cavalo de Tróia 8: Jordán (2007) - Operação Cavalo de Tróia 7: Nahum (2005) - Operação Cavalo de Tróia 6: Hermón (1999) - Operação Cavalo de Tróia 5: Cesarea (1996) |  | - Operação Cavalo de Tróia 4: Nazaret (1992) - Operação Cavalo de Tróia 3: Kennereth (1990) - Operação Cavalo de Tróia 2: Masada (1989) - Operação Cavalo de Tróia: (1987) - Rebelião de Lúcifer (1985) |

Ensaios
| - Cartas a um idiota (2004) - Mágica Fé (1994) |  | - O testamento de São João (1988) - Astronautas de Yaveh (1980) |

Romance policial
- La gloria del olivo (1992)

Filosofia
| - Mi Dios favorito (2002) - Al fin libre (2000) - A 33.000 pies (1997) |  | - La otra orilla (1986) - Sueños (1982) |

Investigação
- Planeta Encantado 1. La huella de los dioses. La isla del fin del mundo (2003)
- Planeta Encantado 2. Los señores del agua. El mensaje enterrado (2004)
- Planeta Encantado 3. El secreto de Colón. Un as en la manga de Dios (2004)
- Planeta Encantado 4. El anillo de plata. Tassili. (2004)
- Planeta Encantado 5. Astronautas en la edad de piedra. Escribamos de nuevo la historia (2004)
- Planeta Encantado 6. Una caja de madera y oro. Las esferas de nadie (2004)
- 25 anos de investigação: 1- Encuentro en Sudáfrica (1999)
- 25 anos de investigação: 2- Franco: censura ovni (1999)
- 25 anos de investigação: 3- El árbol y la serpiente (1999)
- 25 anos de investigação: 4- La noche más larga (1999)
- 25 anos de investigação: 5- Alto secreto (1999)
- 25 anos de investigação: 6- La era ovni (1999)
- 25 anos de investigação: 7- Confidencial: ¡Abatidlos! (1999)
- 25 anos de investigação: 8- El mundo nunca sabrá (1999)
- 25 anos de investigação: 9- El gran apagón (1999)
- 25 anos de investigação: 10- UMMO (1999)
- 25 anos de investigação: 11- Apolo 11: ustedes no lo creerán (1999)
- 25 anos de investigação: 12- Luz negra (1999)
- 25 anos de investigação: 13- Operación 23 (1999)
- Mis Ovnis Favoritos (2001)
- Ricky B (1997)
- Materia Reservada (1993)
- Mis enigmas favoritos (1993)
- La quinta columna (1990)
- La punta del iceberg (1989)
- El misterio de la Virgen de Guadalupe (1989)
- Yo, Julio Verne (1988)
- Siete narraciones extraordinarias (1988)
- Los tripulantes no identificados (1983)
- Los espías del cosmos (1983)
- El ovni de Belén (1983)
- La gran oleada (1982)
- Terror en la Luna (1982)
- Los visitantes (1982)
- Encuentros en montaña roja (1981)
- Incidente en Manises (1980)
- El enviado (1979)
- Tempestad en Bonanza (1979)  (Televisión Española: Operación OVNI)
- Cien mil kilómetros tras los ovnis (1978)
- Ovni: alto secreto (1977) (OVNIS: Documentos oficiales del Gobierno español)
- Ovni: S.O.S a la Humanidad (1975)
- Existió otra humanidad (1975)

Poesia
- A Solas con la Mar (1990)

Programas de TV (série Planeta Encantado)
| - 1. La huella de los Dioses - 2. La isla del fin del mundo - 3. Los señores del agua - 4. El mensaje enterrado - 5. El secreto de Colón |  | - 6. Un as en la manga de Dios - 7. Una caja de madera y oro - 8. El anillo de plata - 9. Sahara Azul - 10. Sahara Rojo |  | - 11. Escribamos de nuevo la historia - 12. Mirlo Rojo - 13. Las esferas de nadie |